# Filmy zgłoszone do rywalizacji o 87. rozdanie Oscara w kategorii filmu nieanglojęzycznego
Amerykańska Akademia Sztuki i Wiedzy Filmowej (AMPAS) po raz 59 zaprosiła przemysł filmowy z państw z całego świata do zgłaszania swoich najlepszych filmów do rywalizacji o Oscara w kategorii filmu obcojęzycznego.
W przypadku 87. rozdania Oscarów, które odbyło się w dniu 22 lutego 2015, nadesłane filmy musiały zostać udostępnione widzom w swoim kraju między 1 października 2013 a 30 września 2014. Zgłoszenie filmu nie kwalifikowało go automatycznie do konkursu ponieważ Akademia zagwarantowała sobie prawo do zatwierdzenia danego zgłoszenia lub jego odrzucenia co miało miejsce w przeszłości. Do 1 października 2014 zbierano zgłoszenia a 8 dni później Akademia ogłosiła listę zakwalifikowanych filmów.
Na konkurs swoje filmy zgłosiło 83 państwa, w tym 4 po raz pierwszy: Mauretania zaproponowała film Timbuktu w reżyserii Abderrahmane Sissako, Panama wystąpiła z dokumentem Inwazja w reżyserii Abnera Benaima, Kosowo zgłosiło Trzy okna i powieszenie w reżyserii Isa Qosji, a Maltę reprezentował Simshar w reżyserii Rebecki Cremony.
Spośród zgłoszonych tytułów do dnia 15 grudnia 2014 Akademia wybrała 9, które stanowiły tzw. krótką listę. Lista ta została zawężona do pięciu nominowanych filmów wybranych przez komisje Akademii z Nowego Jorku, Los Angeles i po raz pierwszy Londynu. Lista nominowanych filmów została ogłoszona 15 stycznia 2015 w Samuel Goldwyn Theatre w Los Angeles.
Przed Galą Akademia podjęła decyzję, że poza nazwą państwa zwycięskiego filmu na statuetce będzie również umieszczane imię i nazwisko reżysera uhonorowanego filmu.

## Lista filmów zgłoszonych do rywalizacji o 87. rozdanie Oscara w kategorii filmu nieanglojęzycznego
| Zgłaszające państwo  | Tytuł użyty w nominacji                  | Tytuł oryginalny                                                   | Tytuł polski                      | Języki                                       | Reżyser                         | Status                  |
| -------------------- | ---------------------------------------- | ------------------------------------------------------------------ | --------------------------------- | -------------------------------------------- | ------------------------------- | ----------------------- |
| Afganistan           | A Few Cubic Meters of Love               | چند متر مکعب عشق Chand metre moka'ab eshgh                         | Kilka metrów sześciennych miłości | perski                                       | Jamshid Mahmoudi                | Brak nominacji          |
| Argentyna            | Wild Tales                               | Relatos salvajes                                                   | Dzikie historie                   | hiszpański                                   | Damián Szifrón                  | Nominacja               |
| Australia            | Charlie’s Country                        | Charlie’s Country                                                  | Kraina Charliego                  | aborygeński, angielski                       | Rolf de Heer                    | Brak nominacji          |
| Austria              | The Dark Valley                          | Das finstere Tal                                                   | Mroczna dolina                    | niemiecki                                    | Andreas Prochaska               | Brak nominacji          |
| Azerbejdżan          | Nabat                                    | Nabat                                                              | Nabat                             | azerski                                      | Elchin Musaoglu                 | Brak nominacji          |
| Bangladesz           | Glow of the Firefly                      | জোনাকির আলো Jonakir Aalo                                               | Blask świetlika                   | bengalski                                    | Khalid Mahmud Mithu             | Brak nominacji          |
| Belgia               | Two Days, One Night                      | Deux jours, une nuit                                               | Dwa dni, jedna noc                | francuski                                    | Jean-Pierre i Luc Dardenne      | Brak nominacji          |
| Boliwia              | Forgotten                                | Olvidados                                                          | Zapomniani                        | hiszpański                                   | Carlos Bolado                   | brak nominacji          |
| Bośnia i Hercegowina | With Mum                                 | Sa mamom                                                           | Z mamą                            | bośniacki                                    | Faruk Lončarević                | Brak nominacji          |
| Brazylia             | The Way He Looks                         | Hoje eu quero voltar sozinho                                       | W jego oczach                     | portugalski                                  | Daniel Ribeiro                  | Brak nominacji          |
| Bułgaria             | Bulgarian Rhapsody                       | Българска рапсодия Bułgarska rapsodija                             | Bułgarska rapsodia                | bułgarski                                    | Iwan Niczew                     | Brak nominacji          |
| Chile                | To Kill a Man                            | Matar a un hombre                                                  | Zabić człowieka                   | hiszpański                                   | Alejandro Fernández Almendras   | Brak nominacji          |
| Chiny                | The Nightingale                          | 夜莺 Ye Ying - Le promeneur d'oiseau                               | Słowik                            | mandaryński                                  | Philippe Muyl                   | Brak nominacji          |
| Chorwacja            | Cowboys                                  | Kauboji                                                            | Kowboje z przypadku               | chorwacki                                    | Tomislav Mršić                  | Brak nominacji          |
| Czarnogóra           | The Kids from the Marx and Engels Street | Дечаци из улице Маркса и Енгелса Dječaci iz ulice Marksa i Engelsa | Dzieci z ulicy Marksa i Engelsa   | czarnogórski                                 | Nikola Vukčević                 | Brak nominacji          |
| Czechy               | Fair Play                                | Fair Play                                                          | Fair Play                         | czeski                                       | Andrea Sedláčková               | Brak nominacji          |
| Dania                | Sorrow and Joy                           | Sorg og glæde                                                      | W zdrowiu i w chorobie            | duński                                       | Nils Malmros                    | Brak nominacji          |
| Dominikana           | Cristo Rey                               | Cristo Rey                                                         | Cristo Rey                        | hiszpański                                   | Leticia Tonos                   | Brak nominacji          |
| Ekwador              | Silence in Dreamland                     | Silencio en la tierra de los sueños                                | Cicha kraina marzeń               | hiszpański                                   | Tito Molina                     | Brak nominacji          |
| Egipt                | Factory Girl                             | فتاة المصنع Fatat el masnaa                                        | Dziewczyna z fabryki              | arabski                                      | Mohamed Khan                    | Brak nominacji          |
| Estonia              | Tangerines                               | Mandariinid                                                        | Mandarynki                        | estoński, rosyjski                           | Zaza Uruszadze                  | Nominacja               |
| Etiopia              | Difret                                   | Difret                                                             | Difret                            | amharski                                     | Zeresenay Berhane Mehari        | Brak nominacji          |
| Filipiny             | Norte, the End of History                | Norte, Hangganan ng Kasaysayan                                     | Norte, koniec historii            | tagalski, angielski                          | Lav Diaz                        | Brak nominacji          |
| Finlandia            | Concrete Night                           | Betoniyö                                                           | Betonowa noc                      | fiński                                       | Pirjo Honkasalo                 | Brak nominacji          |
| Francja              | Saint Laurent                            | Saint Laurent                                                      | Saint Laurent                     | francuski                                    | Bertrand Bonello                | Brak nominacji          |
| Grecja               | Little England                           | Μικρά Αγγλία Mikra Anglia                                          | Mała Anglia                       | grecki                                       | Pantelis Wulgaris               | Brak nominacji          |
| Gruzja               | Corn Island                              | სიმინდის კუნძული Simindis kundzuli                                 | Wyspa kukurydzy                   | gruziński, abchaski, rosyjski                | Giorgi Owaszwili                | Styczniowa krótka lista |
| Hiszpania            | Living Is Easy with Eyes Closed          | Vivir es fácil con los ojos cerrados                               | Łatwiej jest nie patrzeć          | hiszpański                                   | David Trueba                    | Brak nominacji          |
| Holandia             | Accused                                  | Lucia de B.                                                        | Sprawa Lucii de B.                | niderlandzki                                 | Paula van der Oest              | Brak nominacji          |
| Hongkong             | The Golden Era                           | 黃金時代 Huang jin shi dai                                         | Złoty wiek                        | mandaryński                                  | Ann Hui                         | Brak nominacji          |
| Indie                | Liar's Dice                              | लायर्स डाइस Liar's Dice                                               | Liar's Dice                       | hindi                                        | Geethu Mohandas                 | Brak nominacji          |
| Indonezja            | Soekarno                                 | Soekarno                                                           | Sukarno                           | indonezyjski                                 | Hanung Bramantyo                | Brak nominacji          |
| Iran                 | Today                                    | امروز Emrooz                                                       | Dzisiaj                           | perski                                       | Reza Mirkarimi                  | Brak nominacji          |
| Irak                 | Mardan                                   | Mardan                                                             | Mardan                            | kurdyjski                                    | Batin Ghobadi                   | Brak nominacji          |
| Irlandia             | The Gift                                 | An Bronntanas                                                      | Zabójczy dar                      | irlandzki                                    | Tommy Collins                   | Brak nominacji          |
| Izrael               | Gett: The Trial of Viviane Amsalem       | גט - המשפט של ויויאן אמסאלם Gett                                   | Viviane chce się rozwieść         | hebrajski, francuski, arabski                | Ronit Elkabetz, Szlomi Elkabetz | Brak nominacji          |
| Japonia              | The Light Shines Only There              | そこのみにて光輝く Soko nomi nite hikari kagayaku                  | Tylko tam pada światło            | japoński                                     | Mipo O                          | Brak nominacji          |
| Kanada               | Mommy                                    | Mommy                                                              | Mama                              | francuski                                    | Xavier Dolan                    | Brak nominacji          |
| Kirgistan            | Kurmanjan Datka: Queen of the Mountains  | Курманжан Датка Kurmanżan Datka                                    | Królowa gór                       | kirgiski                                     | Sadyk Sher-Niyaz                | Brak nominacji          |
| Kolumbia             | Mateo                                    | Mateo                                                              | Mateo                             | hiszpański                                   | María Gamboa                    | Brak nominacji          |
| Korea Południowa     | Haemoo                                   | 해무 Haemoo                                                        | Morska mgła                       | koreański                                    | Shim Sung-bo                    | Brak nominacji          |
| Kosowo               | Three Windows and a Hanging              | Tri dritare dhe një varje                                          | Trzy okna i powieszenie           | albański                                     | Isa Qosja                       | Brak nominacji          |
| Kostaryka            | Red Princesses                           | Princesas rojas                                                    | Czerwone księżniczki              | hiszpański                                   | Laura Astorga                   | Brak nominacji          |
| Kuba                 | Conducta                                 | Conducta                                                           | Ocena z zachowania                | hiszpański                                   | Ernesto Daranas                 | Brak nominacji          |
| Liban                | Ghadi                                    | غدي Ghadi                                                          | Anioł                             | arabski                                      | Amin Dora                       | Brak nominacji          |
| Łotwa                | Rocks in My Pockets                      | Akmeņi manās kabatās                                               | Kamienie w moich kieszeniach      | łotewski                                     | Signe Baumane                   | Brak nominacji          |
| Luksemburg           | Never Die Young                          | Never Die Young                                                    | Never Die Young                   | francuski                                    | Pol Cruchten                    | Brak nominacji          |
| Litwa                | The Gambler                              | Lošėjas                                                            | Hazardzista                       | litewski                                     | Ignas Jonynas                   | Brak nominacji          |
| Macedonia Północna   | To the Hilt                              | До балчак Do balcak                                                | Do oporu                          | macedoński                                   | Stołe Popow                     | Brak nominacji          |
| Mauretania           | Timbuktu                                 | Timbuktu                                                           | Timbuktu                          | arabski, francuski, tamaszek                 | Abderrahmane Sissako            | Nominacja               |
| Maroko               | The Red Moon                             | القمر الأحمر La lune rouge                                         | Czerwony księżyc                  | arabski                                      | Hassan Benjelloun               | Brak nominacji          |
| Meksyk               | Cantinflas                               | Cantinflas                                                         | Cantinflas                        | hiszpański                                   | Sebastian del Amo               | Brak nominacji          |
| Malta                | Simshar                                  | Simshar                                                            | Simshar                           | matański                                     | Rebecca Cremona                 | Brak nominacji          |
| Mołdawia             | The Unsaved                              | La limita de jos a cerului                                         | Na peryferiach niebios            | rumuński                                     | Igor Cobileanski                | Brak nominacji          |
| Nepal                | Jhola                                    | झोला Jhola                                                           | Jhola                             | nepalski                                     | Yadavkumar Bhattarai            | Brak nominacji          |
| Niemcy               | Beloved Sisters                          | Die geliebten Schwestern                                           | Siostry i Schiller                | niemiecki, francuski                         | Dominik Graf                    | Brak nominacji          |
| Nowa Zelandia        | The Dead Lands                           | The Dead Lands                                                     | The Dead Lands                    | maoryski                                     | Toa Fraser                      | Brak nominacji          |
| Norwegia             | 1001 Grams                               | 1001 Gram                                                          | 1001 gramów                       | norweski                                     | Bent Hamer                      | Brak nominacji          |
| Pakistan             | Dukhtar                                  | دختر، بیٹی Dukhtar                                                 | Córka                             | urdu                                         | Afia Nathaniel                  | Brak nominacji          |
| Palestyna            | Eyes of a Thief                          | عيون الحراميه Euyun alharamia                                      | Oczy złodzieja                    | arabski                                      | Najwa Najjar                    | Brak nominacji          |
| Panama               | Invasion                                 | Invasión                                                           | Inwazja                           | hiszpański                                   | Abner Benaim                    | Brak nominacji          |
| Peru                 | The Gospel of the Flesh                  | El evangelio de la carne                                           | Ewangelia mięsa                   | hiszpański                                   | Eduardo Mendoza de Echave       | Brak nominacji          |
| Polska               | Ida                                      | Ida                                                                | Ida                               | polski                                       | Paweł Pawlikowski               | Wygrana                 |
| Portugalia           | What Now? Remind Me                      | E Agora? Lembra-me                                                 | Co teraz? Przypomnij mi           | portugalski                                  | Joaquim Pinto                   | Brak nominacji          |
| Rosja                | Leviathan                                | Левиафан Lewiafan                                                  | Lewiatan                          | rosyjski                                     | Andriej Zwiagincew              | Nominacja               |
| Południowa Afryka    | Elelwani                                 | Elelwani                                                           | Elelwani                          | venda                                        | Ntshavheni wa Luruli            | Brak nominacji          |
| Rumunia              | The Japanese Dog                         | Câinele japonez                                                    | Japoński piesek                   | rumuński                                     | Tudor Cristian Jurgiu           | Brak nominacji          |
| Serbia               | See You in Montevideo                    | Монтевидео, видимо се! Montevideo, vidimo se!                      | Do zobaczenia w Montevideo!       | serbski                                      | Dragan Bjelogrlić               | Brak nominacji          |
| Singapur             | Sayang Disayang                          | Sayang disayang                                                    | Mój najdroższy                    | malajski, indonezyjski                       | Sanif Olek                      | Brak nominacji          |
| Słowacja             | A Step into the Dark                     | Krok do tmy                                                        | Krok w ciemność                   | słowacki                                     | Miloslav Luther                 | Brak nominacji          |
| Słowenia             | Seduce Me                                | Zapelji me                                                         | Uwiedź mnie                       | słoweński                                    | Marko Šantić                    | Brak nominacji          |
| Szwajcaria           | The Circle                               | Der Kreis                                                          | W kręgu                           | niemiecki                                    | Stefan Haupt                    | Brak nominacji          |
| Szwecja              | Force Majeure                            | Turist                                                             | Turysta                           | szwedzki                                     | Ruben Östlund                   | Styczniowa krótka lista |
| Tajlandia            | The Teacher’s Diary                      | คิดถึงวิทยา Khid thueng withaya                                       | Pamiętnik nauczycielski           | tajski                                       | Nithiwat Tharathorn             | Brak nominacji          |
| Tajwan               | Ice Poison                               | 冰毒 Bing du                                                       | Biała śmierć                      | południowo-zachodni mandaryński, mandaryński | Midi Z                          | Brak nominacji          |
| Turcja               | Winter Sleep                             | Kış Uykusu                                                         | Zimowy sen                        | turecki                                      | Nuri Bilge Ceylan               | Brak nominacji          |
| Ukraina              | The Guide                                | Поводир Powodyr                                                    | Przewodnik                        | ukraiński                                    | Ołeś Sanin                      | Brak nominacji          |
| Urugwaj              | Mr. Kaplan                               | Mr. Kaplan                                                         | Pan Kaplan                        | hiszpański                                   | Álvaro Brechner                 | Brak nominacji          |
| Wenezuela            | The Liberator                            | Libertador                                                         | Wyzwoliciel                       | hiszpański                                   | Alberto Arvelo                  | Styczniowa krótka lista |
| Węgry                | White God                                | Fehér isten                                                        | Biały Bóg                         | węgierski                                    | Kornél Mundruczó                | Brak nominacji          |
| Wielka Brytania      | Little Happiness                         | Uzun Yol                                                           | Małe szczęście                    | turecki                                      | Nihat Seven                     | Brak nominacji          |
| Włochy               | Human Capital                            | Il capitale umano                                                  | Kapitał ludzki                    | włoski                                       | Paolo Virzì                     | Brak nominacji          |